# Джамбулов, Сурапбай
Сурапбай Джамбулов (1886, село Луговое, Семиреченская область, Российская империя — неизвестно, Джамбулская область, Казахская ССР) — заведующий коневодством колхоза «Восток» Луговского района Джамбулской области, Казахская ССР. Герой Социалистического Труда (1948).

## Биография
Родился в 1886 году в крестьянской семье в селе Луговое (сегодня — село Кулан Рыскуловского района) Семиреченской области. С раннего возраста трудился в сельском хозяйстве. В 1930 году вступил в колхоз «Восток» Луговского района. Трудился табунщиком, в 1934 году назначен заведующим конефермой. Внёс значительный вклад в развитие коневодства в колхозе. Принял косяк лошадей в 14 голов. В течение нескольких лет довёл колхозный табун до 600 голов. К 1948 году общее поголовье лошадей достигла двух тысяч голов. В 1940 году участвовал во Всесоюзной выставке ВСХВ в Москве.
Во время Великой Отечественной войны конеферма под его руководством отправила на фронт около 800 лошадей. За выдающиеся трудовые достижения в годы войны был награждён боевым Орденом Отечественной войны 2 степени и почётным званием «Отличник социалистического соревнования».
В 1947 году труженики конефермы вырастили 132 жеребёнка от 134 кобыл. Указом Президиума Верховного Совета СССР от 23 июля 1948 года удостоен звания Героя Социалистического Труда за «получение высокой продуктивности животноводства в 1947 году» с вручением ордена Ленина и золотой медали «Серп и Молот» (№ 2482).
В 1962 году в возрасте 76 лет вышел на пенсию. Проживал в Джамбулской области. Дата смерти не установлена.
Награды
- Герой Социалистического Труда
- Орден Ленина
- Орден Отечественной войны 2 степени (16.11.1945)
- Малая золотая медаль ВСХВ (1940)
- Отличник социалистического соревнования.